# 福渡温泉
福渡温泉（ふくわたおんせん）は、栃木県那須塩原市（旧国下野国）にある塩原温泉郷の一つの温泉。
国道400号を渓谷沿いに上り現れる塩原十一湯の2番目の温泉で、温泉宿が6軒ある。

## 泉質
- 塩化物泉・炭酸水素塩泉・単純温泉[2]
- 源泉温度:40 - 50℃

### 効能
- きりきず・やけど・慢性皮膚病・虚弱児童

## 温泉街

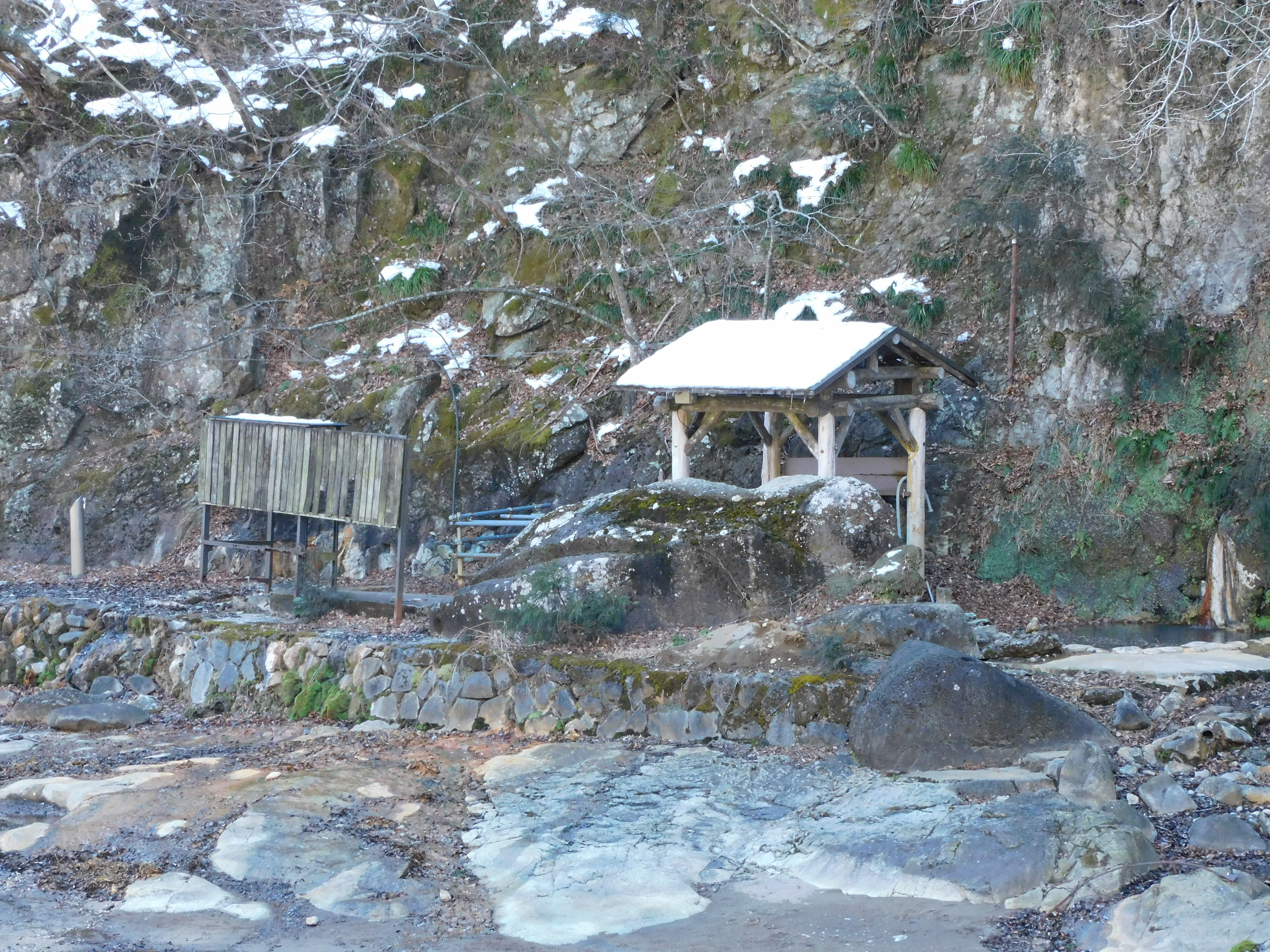
岩の湯の跡

大網温泉から箒川の上流約2kmほどに位置し、左岸に古くからの温泉街が広がる。右岸の下流寄りにキャンプ場やコテージ、テニスコートなどを備えた塩原グリーンビレッジがある。国道400号は、温泉街の中では上下線が離れた位置を通り、福渡橋で右岸西側の丘陵地に渡る。塩原街道の旧道は左岸に沿って直進する。塩原温泉旅館組合加盟の温泉宿が6軒あり、これらには前述の塩原グリーンビレッジと右岸西側丘陵地のTAOYA塩原（2023年8月31日に大江戸温泉物語かもしか荘から改称）、亀の井ホテル塩原（旧かんぽの宿塩原）も含まれるが、亀の井ホテル塩原は塩の湯温泉からの引き湯を利用している。
福渡橋からは塩原渓谷の名所の一つ「天狗岩」の全貌を見ることができる。橋の近くの福渡温泉神社は1445年に創建、1888年に現在地に遷宮され、1995年に那須塩原市の有形文化財に指定されている。橋を渡った先の塩原温泉天皇の間記念公園には、塩原御用邸の建物の一部が移築されている。
温泉街から箒川を渡った対岸には、岩の湯、不動の湯という2つの混浴露天風呂の共同浴場があった。住民や宿泊者以外は協力金を支払うことで入浴できていたが、不動の湯はたびたび盗撮やAV撮影が行われ風紀が乱れたことを要因として2015年6月1日に閉鎖、岩の湯は、落石の危険性から閉鎖された。岩の湯は、湯舟の底から44℃の源泉が湧き出す露天風呂であった。

## 歴史

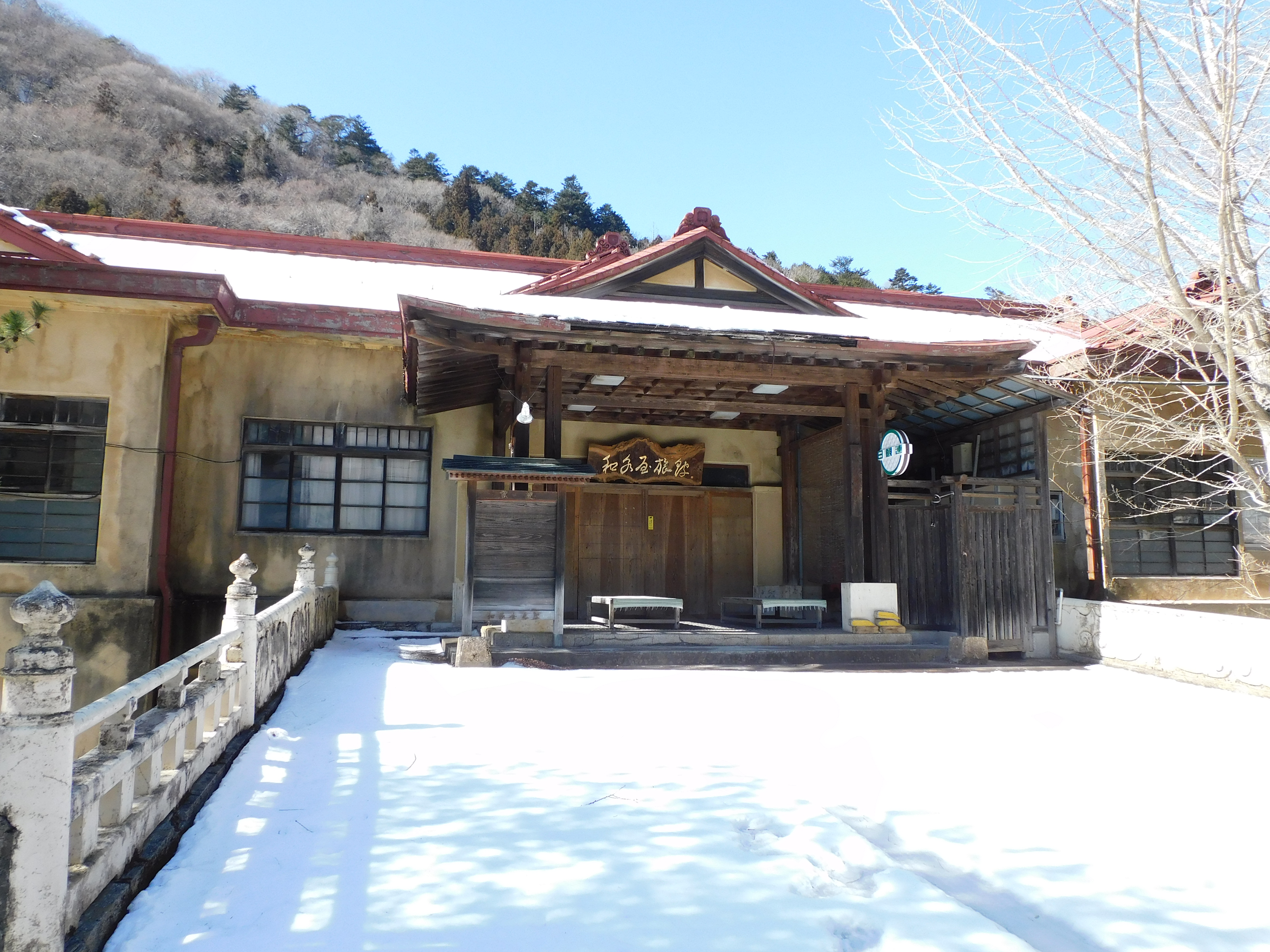
和泉屋旅館文学亭

当地にかつてあった和泉屋旅館は1536年（天文5年）創業の歴史を持つ。横山大観や竹久夢二、大町桂月らが泊まった別館は、展示施設「文学亭」として活用されていたが、2020年に破産した。14代館主は泉漾太郎を名乗り、竹久夢二・山岡荘八と親交を結び、野口雨情に弟子入りし、詩人としても活動した。
1884年（明治17年）に塩原街道を整備した栃木県令の三島通庸は、福渡に別荘を構えた。1902年（明治35年）にこの地を訪れた当時の皇太子（のちの大正天皇）は感銘を受け、三島彌太郎は別荘を献上し、塩原御用邸となった。戦後は厚生省に移管し、1948年7月15日に中途視覚障害者更生施設国立塩原光明寮（のちに国立塩原視力障害センターに改称）が開設されたが、2013年に廃止となった。
1937年（昭和12年）に省営バス（のちの国鉄バス、現在のジェイアールバス関東）が開通し、古町温泉に塩原温泉駅が開業するまでは、古町・畑下・門前とともに塩原温泉郷の中心であった。1949年2月25日、福渡大火に見舞われ多くの旅館が焼失する。1944年8月から1948年3月まで塩原に疎開していた浮世絵師の川瀬巴水は、大火の5日後には預かった見舞金を携えて火事見舞いに訪れた。
1962年、塩原開発により屋外スケートリンク「塩原スケートセンター」開業。スケート場の営業は2002年に終了し、跡地は塩原グリーンビレッジのオートキャンプサイトなどになっている。
2018年（平成30年）3月31日、温泉街にあった日本大学塩原研修所が閉館した。「豪華な食事」を売りとし、学生は1泊2食付きで3,150円で宿泊ができた。学生利用だけでなく、第28回医学図書館員研究集会（1993年8月）、電気学会研究会「非線形電子回路の開発技術」（2004年12月）などの会場としても使われた。

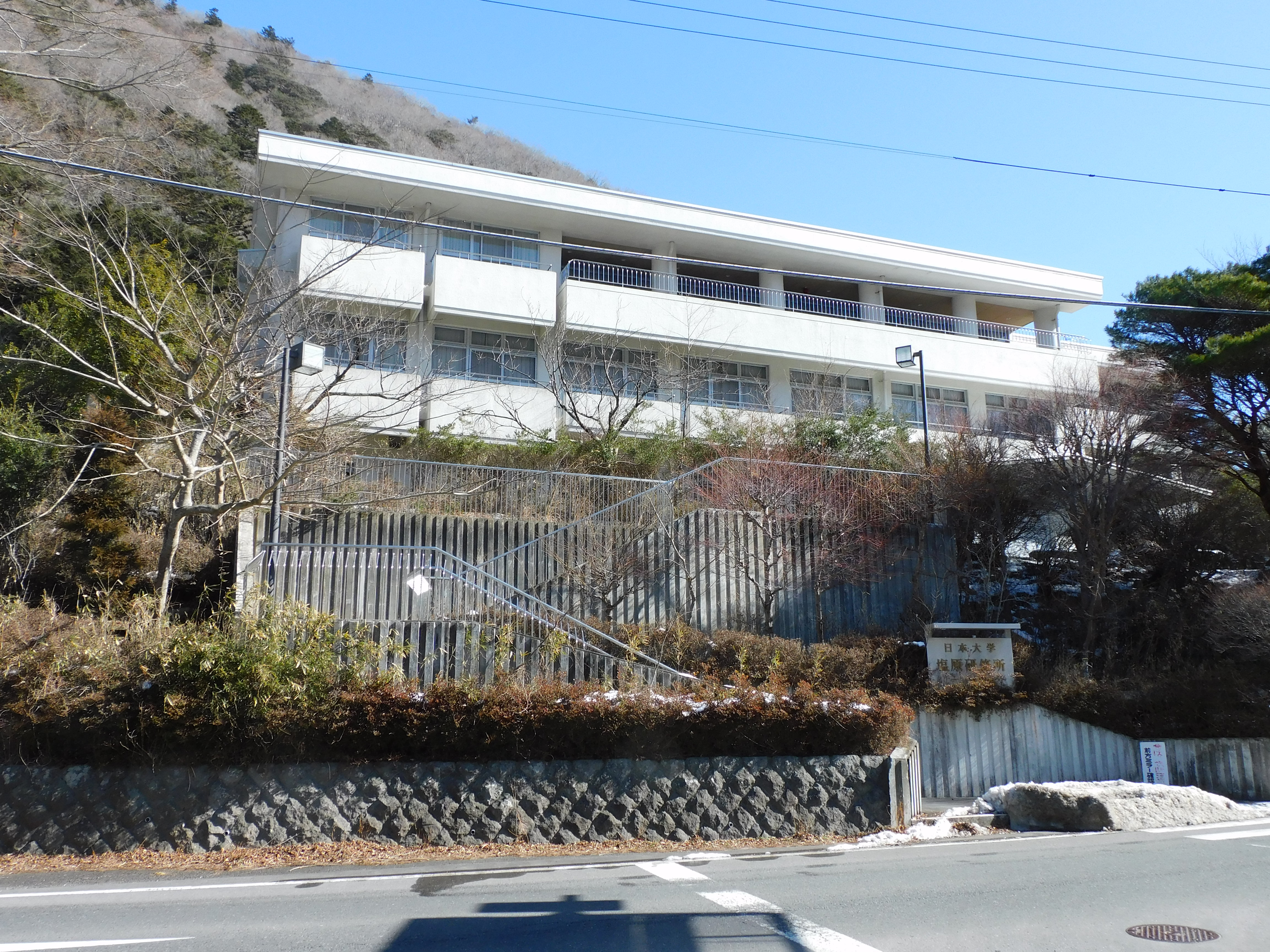
日本大学塩原研修所

## 交通
- 鉄道 : JR宇都宮線西那須野駅よりJRバス約35分、「塩原福渡」下車。（東北新幹線那須塩原駅からは約58分）[24]
  - 野岩鉄道上三依塩原温泉口駅からゆ～バスで約28分、「塩原福渡」下車[25]。
- 車：東北自動車道西那須野塩原ICより国道400号へ約20分。